# Selangor
Selangor (Jawi سلاڠور, Aussprache: [ˈselaŋor]) ist ein malaysischer Bundesstaat. Die Hauptstadt und Sitz des Sultans ist Shah Alam. Port Klang ist der größte malaysische Überseehafen. Die Einwohnerzahl beträgt 6.994.423 (Stand: 2020). 2016 hatte Selangor 6.298.400 Einwohner.

## Geographie
Der an der Westküste der malaiischen Halbinsel gelegene Bundesstaat umgibt die Bundesterritorien Kuala Lumpur und Putrajaya und hat eine Fläche von 8159 km². Im Westen grenzt er an die Straße von Malakka und östlich auf dem Festland von Nord nach Süd Perak, Pahang und Negeri Sembilan.

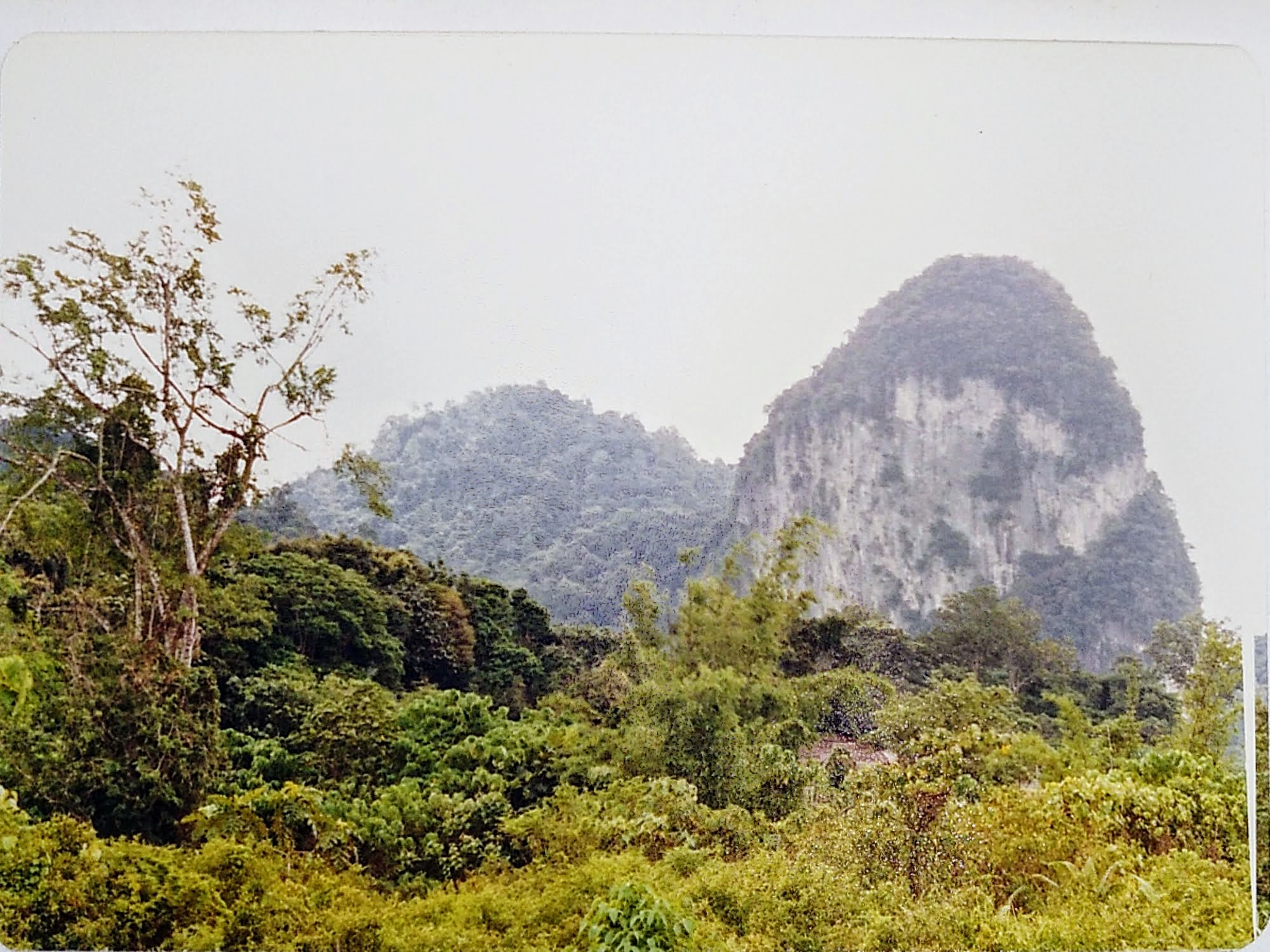
Templer Park in Rawang, Gombak District, Selangor, Malaysia 1986

## Geschichte
Wie auch die umliegenden Staaten war Selangor ein Vasallenstaat der jeweils herrschenden Reiche, wie Srivijaya und später Majapahit. Nach der Eroberung des Sultanats von Malakka 1511 wurde er von den Machthabern Riaus und Johors beherrscht. Die Föderierten Malaiischen Staaten bildeten 1896 Selangor und drei andere malaiische Bundesstaaten.

## Verwaltungsgliederung
Selangor ist der am dichtesten bevölkerte Bundesstaat Malaysias und ist in neun Distrikte aufgeteilt:
- Klang
- Petaling (mit dem Sultan Abdul Aziz Shah Airport)
- Sepang (mit dem Kuala Lumpur International Airport)
- Kuala Selangor
- Sabak Bernam
- Hulu Langat
- Kuala Langat
- Hulu Selangor
- Gombak

Wichtige Städte sind:
- Shah Alam
- Petaling Jaya
- Klang
- Kajang
- Kuala Selangor
- Bangi
- Rawang
- Subang Jaya
- Port Klang (früher Port Swettenham)
- Sepang